# Rio Bandeira (São Paulo)
O Rio Bandeira também conhecido como Ribeirão Bandeira é um curso de água que banha o estado de São Paulo, Brasil. Pertence à bacia do Rio Grande.
O Rio Bandeira nasce no município de Pedregulho na localização geográfica, latitude 20°14'09.3" sul e longitude 47°31'09.1" oeste.
Passa pelos municípios de: Pedregulho, Buritizal, Aramina e atravessa a Rodovia Anhanguera (SP-330).
Entre Buritizal, Aramina e Ituverava se torna afluente do Rio do Carmo na localização geográfica, latitude 20°14'45.7" sul e longitude 47°50'24.5" oeste, o qual torna-se afluente do Rio Grande por sua vez juntamente com o Rio Paranaíba, próximo a Santa Clara d'Oeste, e formam o Rio Paraná. 